# Deois multicolor
Deois multicolor är en insektsart som först beskrevs av William Lucas Distant 1909.  Deois multicolor ingår i släktet Deois och familjen spottstritar. Inga underarter finns listade i Catalogue of Life.